# Gustav Fehn
Gustav Fehn (21 de febrero de 1892, Núremberg - 5 de junio de 1945, Liubliana) fue un General der Panzertruppe alemán quien sirvió en la Wehrmacht durante la Segunda Guerra Mundial. Recibió la Cruz de Caballero de la Cruz de Hierro.

## Biografía
Gustav Fehn sirvió en el 33.º Regimiento de Infantería de abril de 1939 a julio de 1940, y después en la 5.ª División Panzer. Fue promovido a Generalmajor en agosto de 1940 y recibió la Cruz de Caballero de la Cruz de Hierro. En agosto de 1942, fue promovido al grado de Generalleutnant y comanda el XXXX Cuerpo Panzer hasta noviembre de 1942, cuando es ascendido a General der Panzertruppe.
Fue nombrado comandante interino del Afrikakorps en noviembre de 1942 y sirve como comandante hasta el 15 de enero de 1943 cuando es herido en batalla contra los británicos. En este punto, envía un último mensaje al Alto Mando: 

Las municiones están agotadas. El material està destruido. Conforme a las órdenes recibidas, el Afrika Korps ha combatido hasta el último hombre.

Después de dejar el hospital, sirve en el LXXXVI Cuerpo Panzer de julio a agosto de 1943, después en el XXI Cuerpo de Ejército de octubre de 1943 a julio de 1944, y después en el XXI Cuerpo de Montaña en los Balcanes hasta su rendición a los partisanos yugoslavos, quienes lo fusilan sin juicio previo el 5 de junio de 1945.

## Condecoraciones
- Cruz de Hierro (1914)
  - 2.ª clase (30 de septiembre de 1914)
  - 1.ª clase (27 de julio de 1915)
- Cruz Hanseática de Hamburgo (12 de noviembre de 1918)
- Medalla de Herido (1918)
  - en negro
- Cruz de honor
- Broche de la Cruz de Hierro (1939)
  - 2.ª clase (20 de septiembre de 1939)
  - 1.ª clase (12 de octubre de 1939)
- Insignia de Combate de Tanques en plata
- Medalla del Frente Oriental (8 de septiembre de 1942)
- Cruz Alemana en oro (7 de julio de 1942)
- Cruz de Caballero de la Cruz de Hierro
  - Cruz de caballero el 5 de agosto de 1940 en tanto que Oberst y comandante del Schützen-Regiment 33
- Brazalete Afrika
- Friedrich-August Kreuz 2.Klasse 1914 – Cruz Federico-Augusto de 1914 de 2.ª Clase (Oldenburg)
- Friedrich-August Kreuz 1.Klasse 1914 – Cruz Federico-Augusto de 1914 de 1.ª Clase (Oldenburg)
- Dienstauszeichnung der Wehrmacht IV. Klasse, 4 Jahre – Premio de la Wehrmacht de 4.ª Clase por 4 años de Servicios (Alemania)
- Dienstauszeichnung der Wehrmacht III. Klasse, 12 Jahre – Premio de la Wehrmacht de 3.ª Clase por 12 años de Servicios  (Alemania)
- Dienstauszeichnung der Wehrmacht II. Klasse, 18 Jahre – Premio de la Wehrmacht de 2.ª Clase por 18 años de Servicios  (Alemania)
- Dienstauszeichnung der Wehrmacht I. Klasse, 25 Jahre – Premio de la Wehrmacht de 1.ª Clase por 25 años de Servicios (Alemania)